# Amistad
La amistad (del latín amicĭtas, por amicitĭa, de amicus, amigo) es una relación afectiva entre dos o más personas. Se trata de una de las relaciones interpersonales más comunes que la mayoría de las personas tienen en la vida. La amistad tiene presencia  en distintas etapas de la vida y en diferentes grados de importancia y trascendencia.

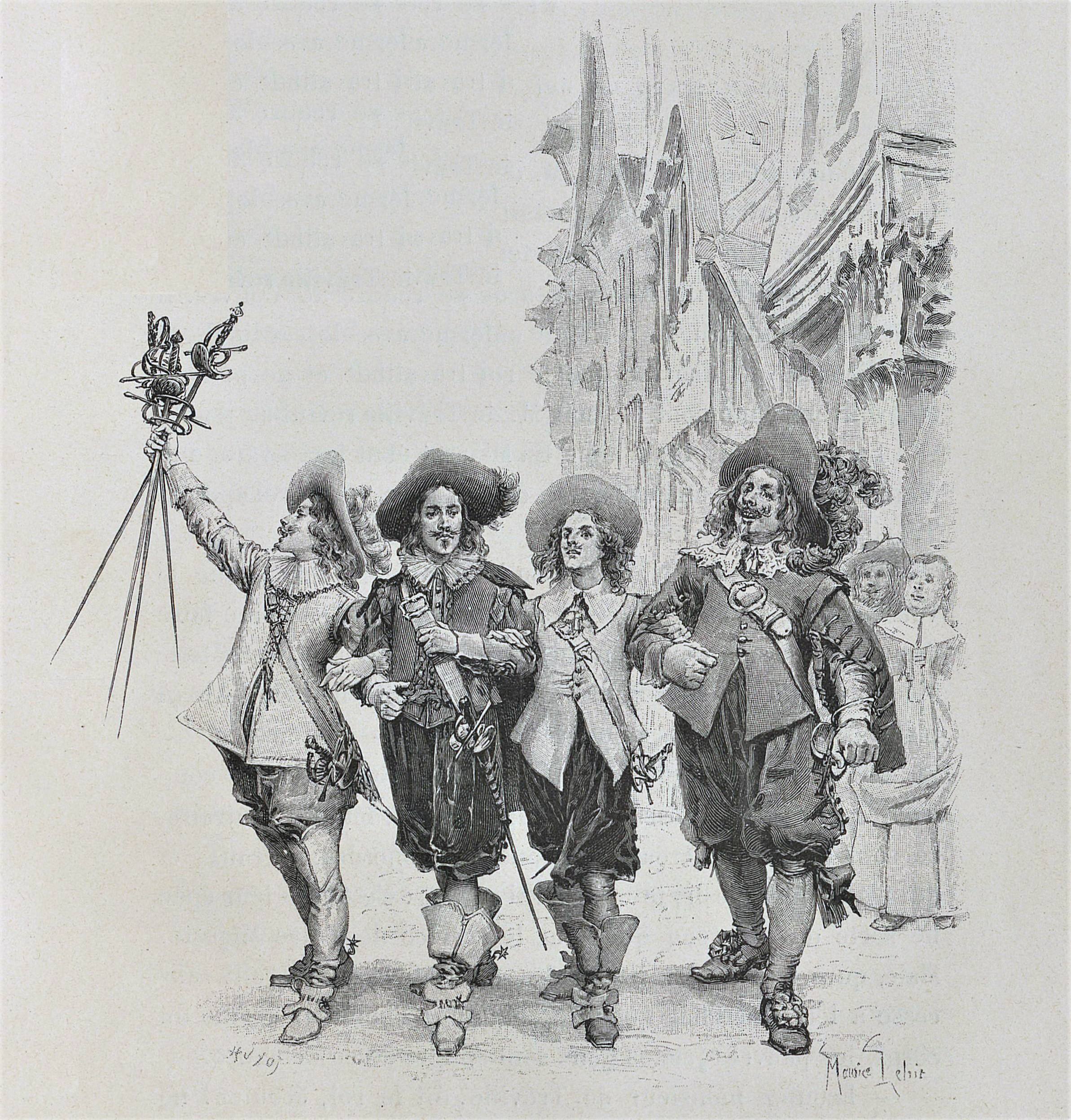
Los tres mosqueteros, del escritor francés Alexandre Dumas, una historia arquetípica sobre la amistad, basada en los sentimientos y los comportamientos de sus personajes.

Puede haber relaciones amistosas donde interviene una persona y otro tipo de personalidad o de una forma animal. Por ejemplo, algunas personas catalogan como amistad a su relación con un perro, por lo que a este último se le conoce como «el mejor amigo del hombre». También se puede dar la amistad incluso entre dos o más animales de especies distintas, incluyendo amistades insólitas de presa y depredador.

Hamete que pocas veces vio a Sancho Panza sin ver al rucio, ni al rucio sin ver a Sancho: tal era la amistad y buena fe que entre los dos se guardaban.
Miguel de Cervantes Saavedra, y Don Quijote de la Mancha

## Origen

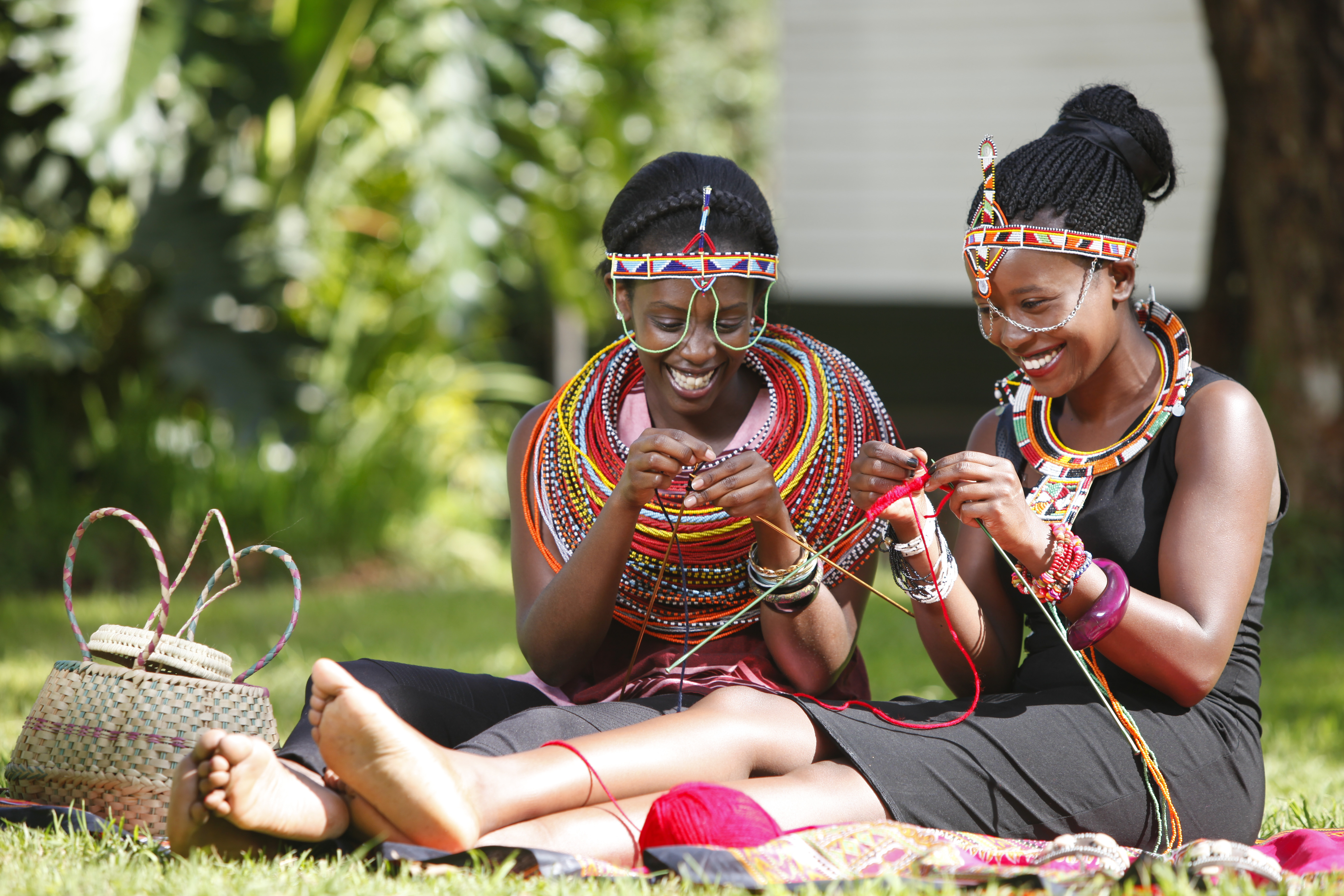
Amistad en Kenia

La palabra amistad proviene del latín "amicĭtas" o "amicitātis", que se deriva de "amicitĭa", que significa amistad. Esta viene de amīcus, que traduce amigo. Este último término, por su parte, procede del verbo "amāre", que significa amar.

## Psicología del desarrollo

### Infancia

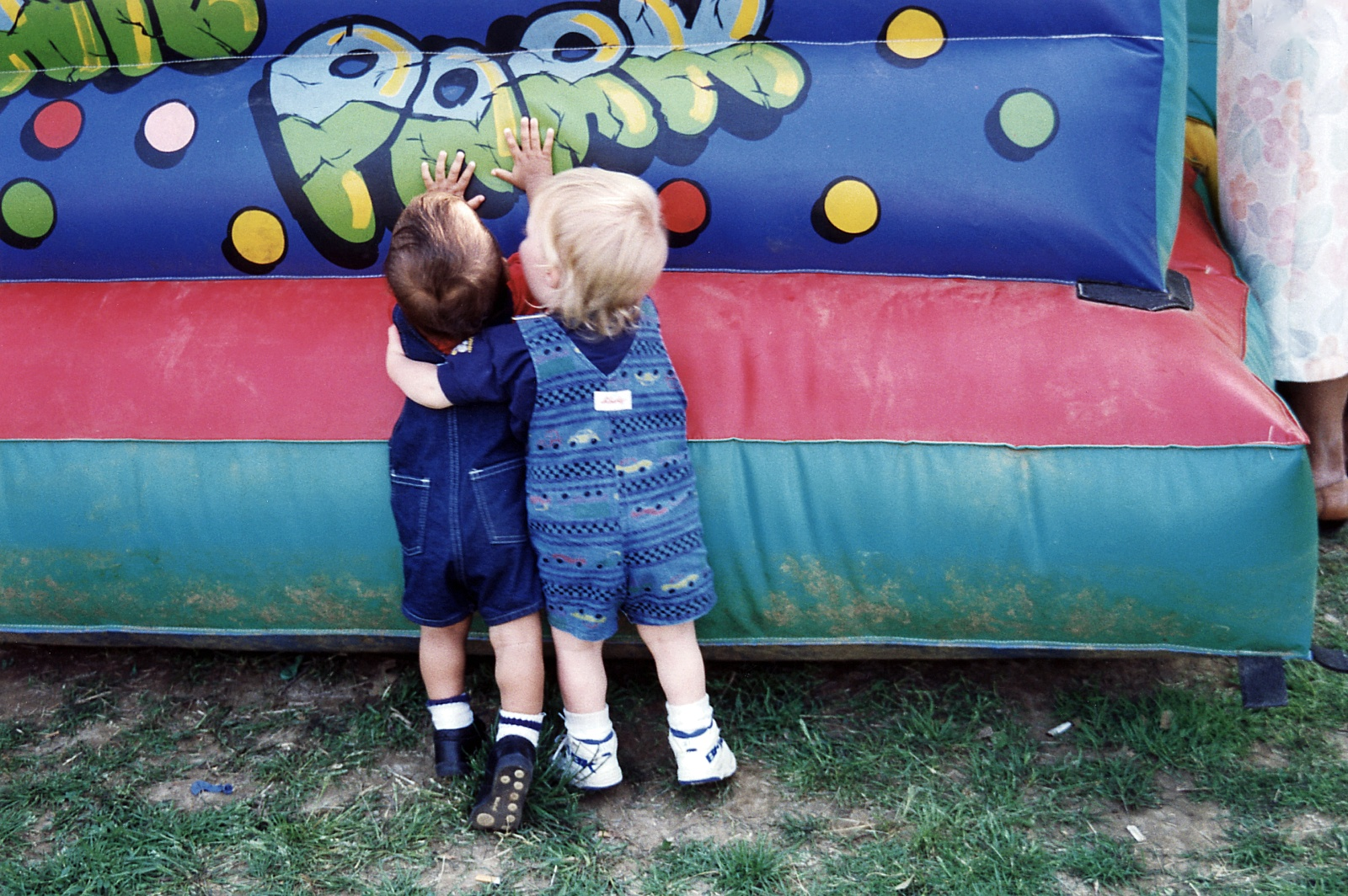
Crear amistades en la infancia puede ayudar a desarrollar habilidades sociales como la empatía y la franqueza.

La comprensión de la amistad por parte de los niños tiende a centrarse en áreas como las actividades comunes, la proximidad física y las expectativas compartidas.: 498  Estas amistades ofrecen la oportunidad de jugar y practicar la autorregulación.: 246  La mayoría de los niños tienden a describir la amistad en términos de cosas como compartir, y es más probable que los niños compartan con alguien a quien consideran un amigo.: 246  A medida que los niños maduran, se vuelven menos individualizados y son más conscientes de los demás. Adquieren la capacidad de empatizar con sus amigos y disfrutan jugando en grupo. También experimentan el rechazo de sus compañeros a medida que avanzan por los años de la infancia media. Establecer buenas amistades a una edad temprana ayuda al niño a aclimatarse mejor en la sociedad más adelante en su vida.
Según los informes de profesores y madres, el 75% de los niños en edad preescolar tienen al menos un amigo. Esta cifra aumentó al 78% hasta el quinto grado, medido por la co-nominación como amigos, y el 55% tenía un mejor amigo mutuo.: 247  Alrededor del 15% de los niños carecían crónicamente de amigos, con períodos de al menos seis meses sin amigos comunes.: 250 
Las amistades en la infancia pueden ayudar en el desarrollo de ciertas habilidades, como el fomento de la empatía y el aprendizaje de diferentes técnicas de resolución de problemas.
La orientación de los padres puede ayudar a los niños a hacer amigos. Eileen Kennedy-Moore describe tres ingredientes clave de la formación de amistades en los niños: (1) apertura, (2) similitud y (3) diversión compartida. Los padres también pueden ayudar a los niños a comprender las pautas sociales que no han aprendido por sí solos.  Basándose en las investigaciones de Robert Selman y otros, Kennedy-Moore esboza etapas de desarrollo en la amistad de los niños, que reflejan una creciente capacidad para comprender las perspectivas de los demás: "Lo quiero a mi manera", "¿Qué gano yo?", "Según las normas", "Cuidar y compartir" y "Amigos en las buenas y en las malas"."

### Adolescencia

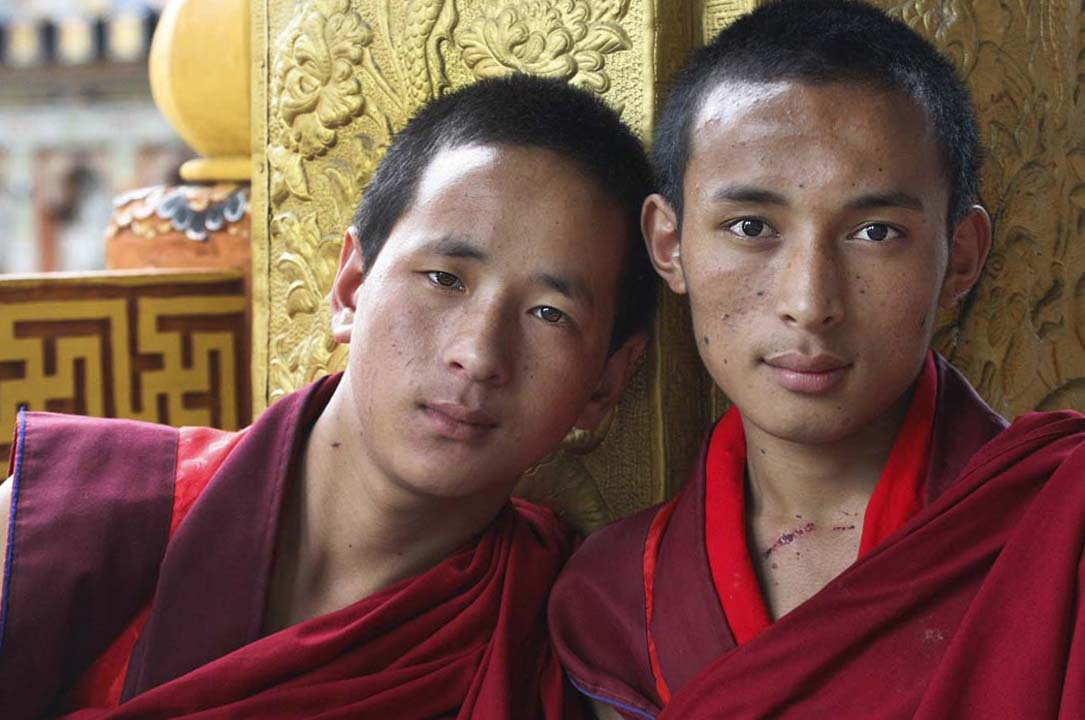
Dos amigos sentados juntos en Bután.

En la adolescencia, las amistades se vuelven "más dadas, compartidas, francas, solidarias y espontáneas".  Los adolescentes tienden a buscar compañeros que puedan proporcionar tales cualidades en una relación recíproca, y a evitar compañeros cuyo comportamiento problemático sugiera que pueden no ser capaces de satisfacer estas necesidades.  Los adolescentes también buscan características y disposiciones personales concretas a la hora de elegir con quién iniciar una amistad.  Durante la adolescencia, las relaciones de amistad se basan más en una moral y unos valores similares, en la lealtad y en los intereses compartidos que las de los niños, cuyas amistades se derivan de estar en la misma vecindad y del acceso a juguetes.: 246 
Un amplio estudio de adolescentes estadounidenses determinó cómo su participación en conductas problemáticas (como robar, pelearse y faltar a clase) estaba relacionada con sus amistades. Los resultados indicaron que los adolescentes con menos probabilidades de tener conductas problemáticas tenían amigos que iban bien en la escuela, participaban en actividades escolares, evitaban beber y tenían una buena salud mental. Lo contrario ocurría con los adolescentes que tenían conductas problemáticas. El hecho de que los adolescentes se vieran influidos por sus amigos para tener conductas problemáticas dependía de cuánto estuvieran expuestos a esos amigos y de si ellos y sus grupos de amigos "encajaban" en la escuela.
Las amistades que se forman durante la educación postsecundaria duran más que las que se forman antes. En la adolescencia tardía, las amistades interraciales tienden a ser poco comunes, probablemente debido a prejuicios y diferencias culturales.

### En la edad adulta
La amistad en la edad adulta proporciona compañía, afecto y apoyo emocional, y contribuye positivamente al bienestar mental y a la mejora de la salud física.: 426 
A los adultos les puede resultar especialmente difícil mantener amistades significativas en el lugar de trabajo. "El lugar de trabajo puede ser un hervidero de competencia, por lo que la gente aprende a ocultar sus vulnerabilidades y rarezas a sus compañeros. Las amistades en el trabajo suelen tener un carácter transaccional; es difícil decir dónde acaba el trabajo en red y dónde empieza la verdadera amistad".  Muchos adultos valoran más el bienestar económico y la seguridad que les proporciona su trabajo que entablar amistad con sus compañeros.

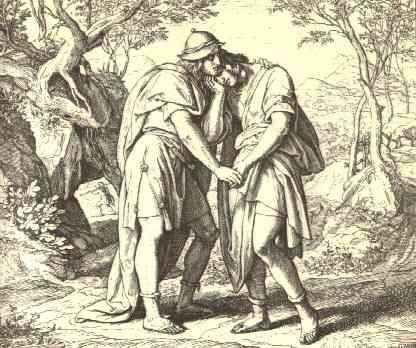
Freundschaft zwischen Jonathan und David por Julius Schnorr von Karolsfeld (1860), que se traduce en español como Amistad entre Jonathan y David.

2.000 adultos estadounidenses encuestados tenían una media de dos amigos íntimos, definidos como "personas con las que habían 'discutido asuntos importantes' en los últimos seis meses". Numerosos estudios con adultos sugieren que las amistades y otras relaciones de apoyo mejoran la autoestima.

### Adultos mayores
Los adultos mayores manifiestan altos niveles de satisfacción personal en sus amistades a medida que envejecen, incluso cuando el número total de amigos tiende a disminuir. Esta satisfacción está asociada con una mayor capacidad para realizar actividades de la vida diaria, así como un menor deterioro de las capacidades cognitivas, menores casos de hospitalización y mejores resultados relacionados con rehabilitación.: 427  El número total de amigos declarados en la vejez puede estar mayor lucidez, mejor habla y visión, y estado civil. : 53    La teoría de la selectividad socioemocional de Carstensen, que describe un cambio en la motivación que experimentan los adultos al socializar, explica la disminución del número de amigos que tiene una persona a medida que envejece. La teoría afirma que un aumento de la edad se caracteriza por un cambio de la recopilación de información a la regulación emocional; para mantener las emociones positivas, los adultos mayores restringen sus grupos sociales a aquellos con los que comparten un vínculo emocional.
Como lo expresó una revisión:
Las investigaciones realizadas en las últimas cuatro décadas han demostrado que las personas mayores que presentan los niveles más altos de felicidad y bienestar general también tienen vínculos estrechos con numerosos amigos.
A medida que disminuyen las responsabilidades familiares y las presiones vocacionales, las amistades adquieren mayor importancia. Entre las personas mayores, las amistades pueden proporcionar vínculos con la comunidad en general, servir como un factor de protección contra la depresión y la soledad, y compensar las posibles pérdidas en el apoyo social que antes daban los miembros de la familia. : 32–33  Especialmente para las personas que no pueden salir tan a menudo, las interacciones con los amigos permiten una interacción social continua. Además, los adultos mayores con una salud en declive que permanecen en contacto con amigos muestran un mayor bienestar psicológico. 

## Iconología
La amistad era una divinidad alegórica entre los griegos y romanos. Las estatuas que le erigieron los primeros iban con un ropaje abrochado, la cabeza desnuda y el pecho descubierto hasta el corazón, en cuya dirección que estaba la mano derecha; abrazaba con la izquierda un olmo seco, alrededor del cual crecía una vid cargada de uvas. Los romanos la representaban con el emblema de una hermosa joven vestida sencillamente con un ropaje blanco, la mitad del cuerpo descubierto, coronada de mirto, entretejido de flores de granado y sobre la frente estas palabras: "invierno" y "verano". En la franja de su túnica se leían estas otras: La Muerte y La Vida. Mostraba con la mano derecha su costado, abierto hasta el corazón con esta inscripción: "De cerca y De lejos". Pintaban también a la amistad con los pies desnudos, dando a entender con esto que no hay incomodidad por grande que sea que no venza un verdadero amigo en beneficio de otro. Puede simbolizarse también que la amistad heroica por medio de Teseo y de Pirítoo dándose la mano y jurándose unión en la eternidad. 
La estatua de la amistad, del P. Pablo Olivieri en Roma, es una mujer desnuda, con la mano sobre su pecho abierto con una especie de incisión que manifiesta la sinceridad. No es cosa rara verla con dos corazones encadenados en la mano y coronada la frente de flores de granado, cuyo color de fuego, que no sufre alteración, es el símbolo del ardor y de la constancia que la distingue para la vida en la sociedad animal.
Cesare Ripa expresa la amistad pasajera por medio de una joven coronada de flores, símbolo de la adulación; tiene un nido de golondrinas y varios pájaros revoloteando alrededor de su cabeza, ceñida de una corona de flores de poca duración.

## Filosofía

### Aristóteles
“Jóvenes amantes (1156b2), amigos de toda la vida (1156b12), ciudades entre sí (1157a26), contactos políticos o de negocios (1158a28), padres e hijos (1158b20), compañeros de viaje y compañeros de combate (1159b28), miembros del misma sociedad religiosa (1160a19), o de la misma tribu (1161b14), un zapatero y la persona que le compra (1163b35)”

"Ningún nombre se ha dado a este modo de ser, pero se parece, sobre todo, a la amistad (philia). En efecto, si añadimos el cariño al hombre que tiene este modo de ser intermedio, tendremos lo que llamamos un buen amigo".
Ética nicomáquea, 1126b 21

Este pasaje también indica que, aunque sea amplio, la noción de philia debe ser mutua y, por lo tanto, excluye las relaciones con objetos inanimados (1155b27–31). En su Retórica , Aristóteles define la actividad involucrada en la philia (τὸ φιλεῖν) como:

"querer por alguien lo que uno piensa que es bueno, por su bien y no por el propio, y estar inclinado, en la medida de lo posible, a hacer tales cosas por él"
Retórica, 1380b36–1381a2

En cuanto a los esclavos, no obstante, hay una leve modificación con la cuestión de si es posible ser amigo de un esclavo:

"No hay nada de común entre ambas partes; el esclavo es un instrumento vivo; […] como esclavo no se puede ser, pues, amigo suyo. Pero como hombre se puede; porque parece ser de cierta justicia entre un hombre y otro el que ambos participen de un sistema de ley o sean parte de un contrato; por consiguiente, puede también existir amistad con él en cuanto es hombre».
Ética nicomáquea, 1161b

En el libro IV de la Ética nicomáquea convierte en una virtud social («amabilidad») entre el exceso de la adulación y el defecto de ser pendenciero y descontentadizo. Después de inclusir la philia entre las virtudes éticas, retoma la cuestión y le dedica dos libros enteros: el VIII y el IX. La amistad es uno de los bienes más valiosos entre los objetivos del hombre virtuoso, un bien sin el cual será imposible alcanzar la felicidad de una vida plena.

“…la amistad: es, en efecto, una virtud, o va acompañada de virtud, y, además, es lo más necesario para la vida. Sin amigos nadie querría vivir, aun cuando poseyera todos los demás bienes; hasta los ricos y los que tienen cargos y poder parecen tener necesidad sobre todo de amigos; porque ¿de qué sirve esa clase de prosperidad si se la priva de la facultad de hacerlo bien, que se ejerce preferentemente y del modo más laudable respecto de los amigos?”
Ética nicomáquea, 1155a 1–10

Aristóteles hace una clasificación propia de amistades:
1. La amistad de utilidad, basada en la obtención de algo que nos resulta beneficioso por parte del amigo.
2. La amistad basada en el placer, basada en la obtención de placer mutuo y que Aristóteles atribuye especialmente a la gente joven.
3. La amistad virtuosa, que es en la amistad perfecta, porque reúne a aquellos iguales que son buenos y que destacan en virtud. Se comparte una apreciación de lo bueno y virtuoso de la vida y no se tiene una razón de sacar provecho.

### Epicuro
Epicuro tenía una opinión dudosa sobre el placer del sexo y el matrimonio, se disputa si lo rechazaba o lo aceptaba en ciertos casos. Filodemo afirmó que los epicúreos no respetaban la fidelidad conyugal. En cambio, sostuvo que las amistades son esenciales para una vida feliz en lugar de vagas utopías políticas. Una de las Máximas capitales dice:

La injusticia no es en sí misma un mal, sino por el temor ante la sospecha de que no pasará inadvertida a los establecidos como castigadores de tales actos.
Epicuro, Máximas capitales, XXVII

La amistad epicúrea es una relación natural basada en un amor mutuo e indispensable para identidad personal, lo que revela al amigo epicúreo como otro yo. El tema de la amistad es un tema paradójico en Epicuro. Al igual que Aristóteles, Epicuro considera que el sabio es autosuficiente, que la autosuficiencia y la autarquía son un gran bien. El hombre sabio debe mantener su independencia y, sin embargo, considera Epicuro que la amistad no es para los sabios un medio simple sino un bien en sí mismo.

Pues, ciertamente no pasará la vida solo; pues el convivir es placentero y necesario. Si estas cosas, entonces, son bellas, placenteras y necesarias, pero no se admite que existan sin la amistad, tendrá necesidad el autárquico de amistad.
Magna moralia, II.15

Toda amistad debe ser buscada por si misma, tiene sin embargo su origen en la utilidad.
Epicuro, Sentencias Vaticanas, 23

## En la cultura popular

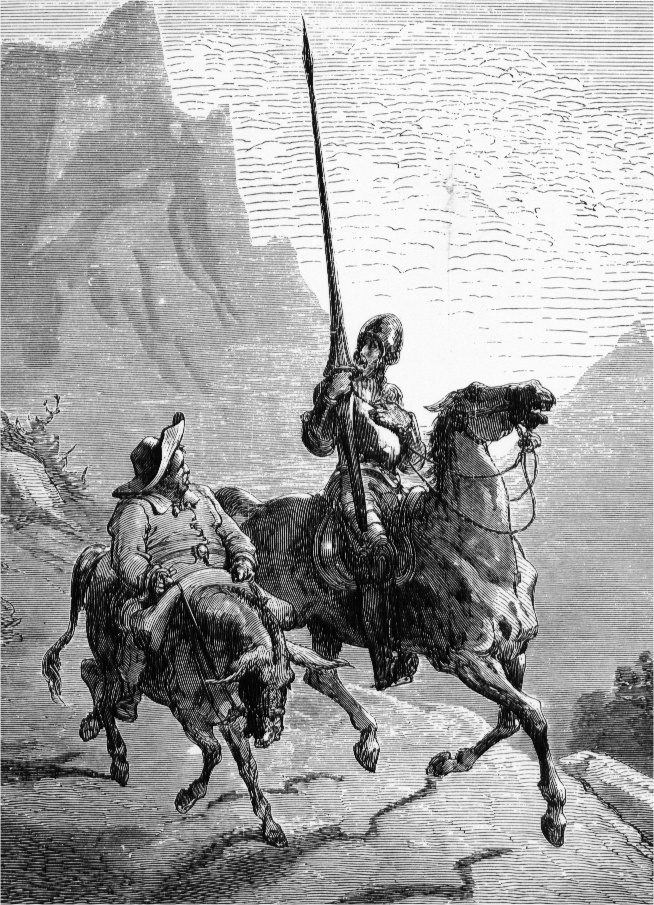
Don Quijote y Sancho Panza, en una representación gráfica de 1863, realizada por el ilustrador Gustave Doré. Estos personajes, inmortalizados por Miguel de Cervantes Saavedra, simbolizan la amistad entre personas de diferentes caracteres que, a través del diálogo, se influyen mutuamente: Don Quijote se «sanchifica» y Sancho se «quijotiza».

Las relaciones de amistad han sido profusamente narradas, tanto en el mundo de la literatura como en el del cine y la televisión, a grado tal que, si bien un listado verdaderamente completo sería imposible, es fácil identificarlas en casi cualquier obra.
Don Quijote y Sancho Panza, Thelma & Louise, Sherlock Holmes y Watson, Los tres mosqueteros, Butch Cassidy and the Sundance Kid, Harry Potter, Ron Weasley y Hermione Granger, en la saga homónima; C-3PO y R2-D2 en Star Wars; también en Los tres chiflados, Friends, Mary and Max, One Flew Over the Cuckoo's Nest son, ejemplos de los muchos tipos de amistades entrañables exhibidas en la literatura, en el cine y en la televisión.

## En la Biblia
Se recogen narraciones en las escrituras sagradas acerca de relaciones amistosas como, por ejemplo: Rut y Noemí, David y Jonatán, Pablo y Bernabé.

## Disolución
La disolución de una amistad puede verse como un rechazo personal o puede ser el resultado de cambios naturales a lo largo del tiempo, a medida que los amigos se distancian tanto física como emocionalmente. La interrupción de las amistades se ha asociado con un aumento de culpa, ira y depresión, y pueden ser eventos muy estresantes, especialmente en la infancia. Sin embargo, los posibles efectos negativos pueden mitigarse si la disolución de una amistad se reemplaza por otra relación cercana. : 248 
San Agustín, insiste en el hombre como ser social, y e insiste en la verdad y el altruismo en ella: "Nadie puede ser buen amigo del hombre si no lo es primero de la verdad misma, y si tal amistad no es gratuita no existe en modo alguno". Carta 155, 1.
Por lo general esto suele ocurrir cuando hay antivalores como deshonestidad, hipocresía, intereses malsanos, discriminación, etc.